# Euphyia photographica
Euphyia photographica là một loài bướm đêm trong họ Geometridae.